# Хіль Ніна Петрівна
Хіль Ніна Петрівна (нар. 18 лютого 1951, с. Василівка Дніпропетровської області — пом. 20 травня 2000, Павлоград,Дніпропетровська область) — українська письменниця, поетеса і драматургиня, член Національної спілки письменників України (2014), Національної спілки журналістів України

## Біографія
Закінчила Дніпропетровське музично-педагогічне училище (1969), філологічний факультет Дніпропетровського державного університету (1979).
З 1992 по 2014 рік працювала головним редактором видавництва газети «Вісник шахтаря» (Павлоград), очолювала видавництво Західного Донбасу. Була ведучої аналітичної програми «Україна сьогодні». Керувала літературною студією ім. Ганни Світличної, яка була створена від газети «Вестник шахтаря».
Померла 20 травня 2020 року у Павлограді.

## Нагороди
Лауреатка літературної премії ім. В.Підмогильного ; премії ім. Олександри Кравченко за роман «І під кригою тече ріка» (2006).

##### Книги[7]
- Хіль Н. П. На відстані любові: поезії, проза.– Дніпропетровськ: ІМА-пресс, 2005.– 199 с.
- Хіль Н. П. І під кригою тече ріка: роман-трилогія.– Дніпропетровськ: ІМА-прес, 2006.– 248 с.
- Хіль Н. П. Золотий ховрашок: повість.– Дніпропетровськ: Пороги, 2012.– 171 с. — ISBN 978-617-518-233-8

##### Інші публікації[7]:
- Хіль Н. Ми, вкраїнці, мов сад…: [Вірші] // Степова Еллада: альманах письменників Придніпров'я — учасників обласного патріотичного літературного конкурсу / ред.: В. А. Луценко, Є. Ф. Безус, Г. М. Гарченко та ін.– Дніпро: Журфонд, 2016.– С. 33–36
- Хіль Н. П. Зелений коридор: драма // "Степова Еллада: альманах письменників Придніпров'я — учасників обласного патріотичного літературного конкурсу.– Дніпро: Журфонд, 2017.– № 2. — с. 30-33
- Хіль Н. «Як замерзла гілочка — жду весну. В синій морок ночі — не засну…» // Вісник шахтаря.– 2001.– 16 лют.
- Хіль Н. Козацькому роду нема переводу, або Козаки в тілогрійках теж козаки // Вісник шахтаря.– 2004.– 25 листоп.– С. 8–9.